# 中国驻洪都拉斯大使馆
中华人民共和国驻洪都拉斯共和国大使馆（西班牙語：Embajada de la República Popular China en la República de Honduras），简称中国驻洪都拉斯大使馆（西班牙語：Embajada de China en Honduras），是中华人民共和国在洪都拉斯的官方外交代表机构。

## 历史
2023年3月26日，中华人民共和国与洪都拉斯建立外交关系。4月4日，中方向洪都拉斯派出以于波为组长的建馆小组筹备建馆。
2023年6月5日，中国驻洪都拉斯大使馆举行开馆仪式。